# جون هنري ويلكوكس
جون هنري ويلكوكس (بالإنجليزية: John Henry Willcox)‏ هو ملحن أمريكي، ولد في 1827 في سافانا في الولايات المتحدة، وتوفي في 1875 في بوسطن في الولايات المتحدة.